# Rellotge de sol de l'edifici Sayol
El Rellotge de sol de l'edifici Sayol és una obra de Ripoll (Ripollès) protegida com a Bé Cultural d'Interès Local.

## Descripció
Rellotge solar situat entre els dos balcons de la segona planta de l'immoble. Té forma rectangular, amb un arc de punt rodó al centre de la part superior, on apareix la imatge de l'astre rei i l'epitafi “Ultima hora cogita”. Sota aquesta frase apareixen dos números romans: 1801, any en què es deuria construir la casa, i 1926, quan s'hi van realitzar obres de reforma.
El rellotge només permet saber l'hora solar en la franja horària entre les vuit del matí i les sis de la tarda.